# Красне (Куп'янський район)
Кра́сне — село в Україні, у Великобурлуцькій селищній громаді Куп'янського району Харківської області. Населення становить 16 осіб. До 2020 орган місцевого самоврядування — Новоолександрівська сільська рада.

## Географія
Село Красне знаходиться на відстані 2 км від сіл Шевченкове, Лозове і Полковниче.

## Історія
- 1699 — дата заснування.
- 12 червня 2020 року, відповідно до розпорядження Кабінету Міністрів України № 725-р «Про визначення адміністративних центрів та затвердження територій територіальних громад Харківської області», увійшло до складу Великобурлуцької селищної громади[1].
- 19 липня 2020 року, в результаті адміністративно-територіальної реформи та ліквідації Великобурлуцького району, село увійшло до складу Куп'янського району Харківської області[2].
- 24 лютого 2022 року почалася російська окупація села.
- 11 вересня 2022 року під час слобожанського контрнаступу Збройних сил України від російських окупантів звільнено населені пункти Великобурлуцької селищної територіальної громади[3].

## Економіка
- В селі є молочно-товарна ферма.